# Бабочки в животе
«Бабочки в животе» (англ. Sweetness in the Belly) — драматический фильм 2019 года режиссёра Зересеная Мехари, основанный на одноимённом романе канадской писательницы Камиллы Гибб.
Мировая премьера фильма состоялась на Международном кинофестивале в Торонто в 2019 году.

## Сюжет
Картина рассказывает о судьбе девушки Лилли родом из Великобритании. В 1960-х годах её родители-хиппи оставляют семилетнюю девочку в марокканской деревне, и за её воспитание берётся учитель из суфийского храма. В начале 1970-х годов Лилли уезжает в Эфиопию, где знакомится с врачом Азизом и у них возникают романтические отношения. Но вскоре начинается гражданская война и влюблённые вынуждены расстаться: Азиз остаётся в Эфиопии, а Лилли вынуждена вернуться в Англию.
На родине она — белая мусульманка-беженка — становится изгоем. Но ей удается устроиться в больницу медсестрой, и подружиться с Аминой, также бежавшей из Эфиопии. Девушки создают организацию для помощи беженцам и иммигрантам. Помогая другим, они сами надеются воссоединиться со своими любимыми. И одной из них это удаётся — Амине находит своего мужа, освобождённого из эфиопской тюрьмы, и они переезжают в Канаду. Лилли предстоит узнать, что её возлюбленный был казнён.

## В ролях
- Дакота Фэннинг — Лилли Абдель
- Вунми Мосаку — Амина
- Кунал Найяр — доктор Робин Сати
- Яхья Абдул-Матин II — Азиз Абдул Насер
- Эстад Тевфик Юсуф Мохамед — Большой Абдель
- Рафаэль Гонсалвеш — Ахмед

## Производство
В январе 2017 года становится известно, что Зересенай Мехари планирует съёмки фильма по сценарию Лауры Филлипс, основанном на одноимённом романе Камиллы Гибб, а главную роль исполнит Сирша Ронан. В ноябре 2018 года было объявлено, что Ронан заменит Дакота Фэннинг, а к актёрскому составу присоединятся Яхья Абдул-Матин II, Вунми Мосаку и Кунал Найяр.
Съёмки стартовали в ноябре 2018 года в Ирландии, а позже проходили в Эфиопии.

## Релиз
Мировая премьера фильма состоялась 7 сентября 2019 года на Международном кинофестивале в Торонто. В апреле 2020 года Gravitas Ventures приобрела права на распространение фильма в США, премьерный показ состоялся 8 мая 2020 года.

## Критика и отзывы
На сайте Rotten Tomatoes фильм имеет рейтинг 29 % основанный на 7 отзывах, со средней оценкой 6,08/10.
Исполнительница главной роли Дакота Фэннинг подверглась серьёзной критике со стороны зрителей. На фоне обвинений в белизне кожи, несвойственной эфиопским девушкам, ей пришлось отвечать в соцсетях: «Просто для ясности. В новом фильме, в котором я участвую, „Бабочки в животе“, я не играю эфиопскую женщину, — написала актриса в Instagram. — Я играю британку, брошенную родителями в Африке в возрасте семи лет и воспитанную мусульманкой».